# Hexatoma vittata
Hexatoma vittata är en tvåvingeart som först beskrevs av Johann Wilhelm Meigen 1830.  Hexatoma vittata ingår i släktet Hexatoma och familjen småharkrankar. Arten är reproducerande i Sverige. Inga underarter finns listade i Catalogue of Life.